# Umber View Heights
Umber View Heights est un village du comté de Cedar, dans le Missouri, aux États-Unis,. Situé au sud du comté, il est incorporé en 1975. Le village est baptisé en référence à M. Umber, propriétaire d'un magasin de campagne, du début du XXe siècle.

## Démographie
Lors du recensement de 2010, le village comptait une population de 228 habitants. Elle est estimée, en 2016, à 230 habitants.

## Source de la traduction
- (en) Cet article est partiellement ou en totalité issu de l’article de Wikipédia en anglais intitulé « Umber View Heights, Missouri » (voir la liste des auteurs).